# سوزی بلیک
سوزی بلیک (انگلیسی: Susie Blake؛ زادهٔ ۱۹ آوریل ۱۹۵۰) بازیگر اهل بریتانیا است. وی از سال ۱۹۷۳ میلادی تاکنون مشغول فعالیت بوده‌است.
از فیلم‌ها یا مجموعه‌های تلویزیونی که وی در آن‌ها نقش داشته‌است، می‌توان به ویکتوریا وود با تمام مخلفات، خیابان کورونیشن و تلفات اشاره نمود.